# It's now or never
It's now or never er en dansk dokumentarfilm fra 1996 med instruktion og manuskript af Jon Bang Carlsen.

## Handling
Den irske vestkysts på én gang barske og yndefulde landskab danner rammen om denne dokumentariske komedie. I centrum står Jimmy, midaldrende og ensom i sit hus. Af levende væsener byder udsigten fra hans vindue kun på den ko, som han har købt af en anden ungkarl, vennen Austin. Jimmy vil have sig en kvinde at dele livet med og opsøger en matchmaker, som spørger ham ud om ønsker og præferencer. Jimmy venter, fantaserer, pjatter med kammeraterne, spørger sin gud til råds og passer sit arbejde med at bygge diger af sten, alt imens han nynner, at det er »now or never«. Men så en dag får den livskraftige mand en opringning fra matchmakeren.